# Кардиналы-выборщики на Конклаве 1691 года
| Страна                                      | Количество выборщиков |
| ------------------------------------------- | --------------------- |
| Итальянские государства                     | 55                    |
| Франция                                     | 6                     |
| Испания                                     | 3                     |
| Священная Римская империя и Речь Посполитая | 2                     |
| Англия и Португалия                         | 1                     |

Следующие кардиналы-выборщики участвовали в Папском Конклаве 1691 года. Список кардиналов-выборщиков приводятся по географическим регионам и в алфавитном порядке.
Папа Александр VIII скончался 1 февраля 1691 года. Его преемником 12 июля 1691 года был избран кардинал Антонио Пиньятелли, который принял имя Иннокентий XII. Когда Папа скончался, Священная Коллегия кардиналов насчитывала семьдесят членов. Пять кардиналов (в том числе один, который скончался во время Конклава) полностью отсутствовали в Риме во время Sede Vacante, а четверо (в том числе двое, которые умерли во время конклава) покинули Конклав из-за болезни и не присутствовали при окончательном голосовании. На финальном рассмотрении присутствовал шестьдесят один кардинал.
В Священной Коллегии кардиналов присутствовали следующие кардиналы-выборщики, назначенные:
- 3 — папой Иннокентием X;
- 8 — папой Александром VII;
- 3 — папой Климентом IX;
- 10 — папой Климентом X;
- 32 — папой Иннокентием XI;
- 14 — папой Александром VIII.

## Римская Курия
1. Фердинандо д’Адда, кардинал-священник с титулярной церковью Сан-Клементе;
2. Джанфранческо Альбани, секретарь апостольских бреве;
3. Лоренцо Альтьери, кардинал-дьякон с титулярной диаконией Санта-Мария-ин-Аквиро;
4. Джакомо де Анджелис, кардинал-священник с титулярной церковью Санта-Мария-ин-Арачели;
5. Фульвио Асталли, кардинал-дьякон с титулярной диаконией Санти-Козма-э-Дамиано;
6. Никколо Аччайоли, кардинал-священник с титулярной церковью Сан-Каллисто;
7. Федерико Бальдески Колонна, префект Священной Конгрегации Тридентского Собора[1];
8. Карло Барберини, кардинал-протопресвитер, архипресвитер патриаршей Ватиканской базилики, префект Священной Конгрегации фабрики святого Петра;
9. Франческо Барберини младший, кардинал-дьякон с титулярной диаконией Сант-Анджело-ин-Пескерия;
10. Антонио Бики, кардинал-епископ Палестрины, администратор Озимо, (не участвовал в Конклаве)[2];
11. Карло Бики, кардинал-дьякон с титулярной диаконией Санта-Мария-ин-Козмедин;
12. Лоренцо Бранкати, O.F.M. Conv., библиотекарь Святой Римской Церкви;
13. Эммануэль-Теодоз де ла Тур д’Овернь де Буйон, кардинал-епископ Альбано, великий раздатчик милостыни Франции;
14. Филипп Томас Говард, O.P., архипресвитер патриаршей Либерийской базилики;
15. Франческо дель Джудиче, кардинал-священник с титулярной церковью Санта-Мария-дель-Пополо;
16. Джузеппе Ренато Империали, апостольский легат в Ферраре;
17. Раймондо Капицукки, O.P., кардинал-священник с титулярной церковью Санта-Мария-дельи-Анджели[3];
18. Гаспаре Карпенья, префект Священной Конгрегации по делам епископов и монашествующих, генеральный викарий Рима, префект Священной Конгрегации церковного иммунитета;
19. Джироламо Касанате, кардинал-священник с титулярной церковью Сан-Сильвестро-ин-Капите;
20. Флавио Киджи старший, кардинал-епископ Порто и Санта Руфина, вице-декан Коллегии кардиналов, архипресвитер патриаршей Латеранской базилики, префект Священной Конгрегации границ;
21. Леандро Коллоредо, Orat., великий пенитенциарий;
22. Джамбаттиста Костагути, кардинал-священник с титулярной церковью Сан-Бернардо-алле-Терме;
23. Франческо Майдалькини, кардинал-священник с титулярной церковью Санта-Мария-ин-Виа;
24. Галеаццо Марескотти, кардинал-священник с титулярной церковью Санти-Кирико-э-Джулитта;
25. Франческо Нерли младший, кардинал-священник с титулярной церковью Сан-Маттео-ин-Мерулана;
26. Луиджи Омодеи младший, кардинал-дьякон с титулярной диаконией Санта-Мария-ин-Портико-Кампителли;
27. Пьетро Оттобони, секретарь мемориальных дат, вице-канцлер Святой Римской Церкви, апостольский легат в Авиньоне;
28. Палуццо Палуцци Альтьери дельи Альбертони, кардинал-епископ Сабины, камерленго, префект Священной Конгрегации Индекса, префект Священной Конгрегации Пропаганды Веры;
29. Бенедетто Памфили, O.S.Io.Hieros, префект Верховного Трибунала Апостольской Сигнатуры справедливости, апостольский легат в Болонье;
30. Бандино Панчиатичи, апостольский про-датарий;
31. Пьер Маттео Петруччи, Orat., кардинал-священник с титулярной церковью Сан-Марчелло;
32. Джамбаттиста Рубини, государственный секретарь Святого Престола, епископ Виченцы, апостольский легат в Урбино;
33. Урбано Саккетти, кардинал-протодьякон, епископ Витербо и Тосканелла;
34. Хосе Саэнс де Агирре, O.S.B., кардинал-священник с титулярной церковью Санта-Бальбина;
35. Фабрицио Спада, кардинал-священник с титулярной церковью Сан-Кризогоно;
36. Джамбаттиста Спинола старший, про-губернатор Рима, камерленго Священной Коллегии кардиналов;
37. Джулио Спинола, кардинал-священник с титулярной церковью Санта-Прасседе[4];
38. Джакомо Францони, кардинал-епископ Фраскати, епископ Камерино;
39. Альдерано Чибо, кардинал-епископ Остии и Веллетри, декан Коллегии кардиналов, секретарь Верховной Священной Конгрегации Римской и Вселенской Инквизиции, про-префект Священной Конгрегации обрядов;
40. Сезар д’Эстре, кардинал-священник с титулярной церковью Сантиссима-Тринита-аль-Монте-Пинчо.

## Европа

### Итальянские государства

#### Папская область
1. Маркантонио Барбариго, архиепископ-епископ Монтефьясконе и Корнето;
2. Ян Казимир Денгоф, епископ Чезены;
3. Джанфранческо Джинетти, архиепископ Фермо;
4. Марчелло Дураццо, епископ-архиепископ Феррары;
5. Джанниколо Конти, архиепископ-епископ Анконы и Нуманы;
6. Доменико Мария Корси, епископ Римини, апостольский легат в Романье;
7. Савио Миллини, епископ-архиепископ Орвието;
8. Джованни Франческо Негрони, епископ Фаэнцы;
9. Опицио Паллавичини, епископ-архиепископ Сполето.

#### Неаполитанское королевство
1. Джакомо Кантельмо, архиепископ Капуи;
2. Фортунато Иларио Карафа делла Спина, епископ Аверсы;
3. Винченцо Мария Орсини, O.P., архиепископ Беневенто;
4. Антонио Пиньятелли, архиепископ Неаполя (был избран папой римским и выбрал имя Иннокентий XII).

#### Венецианская республика
1. Грегорио Барбариго, епископ Падуи;
2. Джованни Дольфин, патриарх Аквилеи.

#### Миланское герцогство
1. Федерико Висконти, архиепископ Милана[5];
2. Карло Стефано Анастасио Чичери, епископ Комо.

#### Республика Лукка
1. Франческо Буонвизи, епископ-архиепископ Лукки.

#### Герцогство Модена и Реджо
1. Ринальдо д’Эсте, кардинал-дьякон с титулярной диаконией Санта-Мария-делла-Скала.

#### Великое герцогство Тосканское
1. Франческо Мария Медичи, кардинал-дьякон с титулярной диаконией Санта-Мария-ин-Домника.

### Франция
1. Пьер де Бонзи, архиепископ Нарбонны;
2. Этьен Ле Камю, епископ Гренобля;
3. Туссен де Форбен-Жансон, епископ Бове;
4. Вильгельм Эгон фон Фюрстенберг, епископ Страсбурга (не участвовал в Конклаве).

### Испания
1. Педро де Саласар Гутьеррес де Толедо, O. de M., епископ Кордовы;
2. Луис Мануэль Фернандес де Портокарреро, архиепископ Толедо (не участвовал в Конклаве).

### Священная Римская империя
1. Иоганн фон Гоэс, епископ Гурка;
2. Леопольд Карл фон Коллонич, архиепископ Калочи-Бача.

### Португалия
1. Вериссиму де Ленкастри, генеральный инквизитор Португалии (не участвовал в Конклаве).

### Речь Посполитая
1. Августин Михал Стефан Радзиевский, архиепископ Гнезно и примас Польши (не участвовал в Конклаве).